# 코후케
코후케(에스토니아어: kohuke)는 크바르크로 만들어지는 단 맛의 간식이다. 발트 3국에서 유명하다. 비슷한 생김새의 간식이 이전 소비에트 연방 지역, 유럽, 중동에서도 생산된다.
지역에 따라 비에스피에나 시에린슈(라트비아어: biezpiena sieriņš), 바르슈케스 수렐리스(리투아니아어: varškės sūrelis), 바토니크 트바로고비(폴란드어: batonik twarogowy), 시로크(러시아어·벨라루스어: сырок, 우크라이나어: сирок, 헝가리어: szirok) 등으로도 불린다.
주 재료는 압축된 크바르크이며 설탕과 같은 다른 재료들이나 감미료, 기타 재료들도 들어간다. 속에 글루코스, 설탕, 증점안정제, 식용 방부제와 같은 재료들이 소로 들어가기도 한다.
길이는 약 5 센티미터이며 갈거나 압축된 크바르크와 함께 건포도, 잼이 함께 사용된다. 소로 다른 재료들이 들어가기도 한다. 소가 들어가지 않고 바로 제공될 때도 많다. 겉이 윤이 나는 코후케도 찾아볼 수 있는데 이런 광택은 초콜릿, 바닐라, 키위 등으로 인해 발생한다.

## 같이 보기
- 응유
- 라트비아 요리
- 크바르크